# Оливник жовтуватий
Оли́вник жовтуватий (Hypsipetes everetti) — вид горобцеподібних птахів родини бюльбюлевих (Pycnonotidae). Ендемік Філіппін. Вид названий на честь британського колоніального адміністратора і колекціонера Альфреда Еверетта.

## Підвиди
Виділяють два підвиди:
- H. e. everetti (Tweeddale, 1877) — схід і південний схід Філіппін;
- H. e. haynaldi (Blasius, W, 1890) — архіпелаг Сулу.

Hypsipetes catarmanensis раніше вважався підвидом жовтуватого оливника, однак був визнаний окремим видом.

## Поширення і екологія
Жовтуваті оливники живуть у вологих рівнинних тропічних лісах. Зустрічаються на висоті до 1000 м над рівнем моря.